# Tadżykistan na Mistrzostwach Świata w Lekkoatletyce 2022
Tadżykistan na Mistrzostwach Świata w Lekkoatletyce 2022 – reprezentacja Tadżykistanu podczas mistrzostw świata w Eugene liczyła jednego zawodnika.

## Skład reprezentacji

### Mężczyźni
| Zawodnik         | Konkurencja   | Preeliminacje | Preeliminacje | Eliminacje | Eliminacje | Półfinał | Półfinał | Finał | Finał   | Źródło      |
| Zawodnik         | Konkurencja   | Wynik         | Pozycja       | Wynik      | Pozycja    | Wynik    | Pozycja  | Wynik | Pozycja | Źródło      |
| ---------------- | ------------- | ------------- | ------------- | ---------- | ---------- | -------- | -------- | ----- | ------- | ----------- |
| Ildar Achmadijew | bieg na 100 m | 10.66 Q       | 9.            | 10.85      | 55.        | NQ       | NQ       | NQ    | NQ      | [ 1 ] [ 2 ] |